# Chavín de Pariarca (distrito)
O Distrito peruano de Chavín de Pariarca é um dos onze distritos que formam a Província de Huamalíes, situada no Departamento de Huánuco, pertencente a Região Huánuco, na zona central do Peru.

## Transporte
O distrito de Chavín de Pariarca é servido pela seguinte rodovia:
- HU-101, que liga a cidade de Tantamayoao distrito de Pachas [1][2][3]